# 武田葉月
武田葉月（たけだ はづき、女性）は、日本のノンフィクションライター。

## 人物
山形県山形市生まれ。清泉女子大学文学部卒業後、出版社勤務を経て、現職へ。大相撲、アマチュア相撲、世界相撲など、おもに相撲の世界を中心に取材、執筆活動を続ける。

## 著書
- 『寺尾常史: Photo & graffiti』梁川剛写真. 双葉社, 2000
- 『ドルジ 横綱・朝青龍の素顔』実業之日本社, 2003　講談社文庫、2006
- 『おらだの関取琴ノ若』中央公論新社, 2005
- 『大銀杏を結いながら 特等床山・床寿の流儀』PHP研究所, 2008
- 『横綱』講談社, 2013　文庫、2017
- 『大相撲想い出の名力士たち』双葉文庫 2015